# Allalin (masyw)

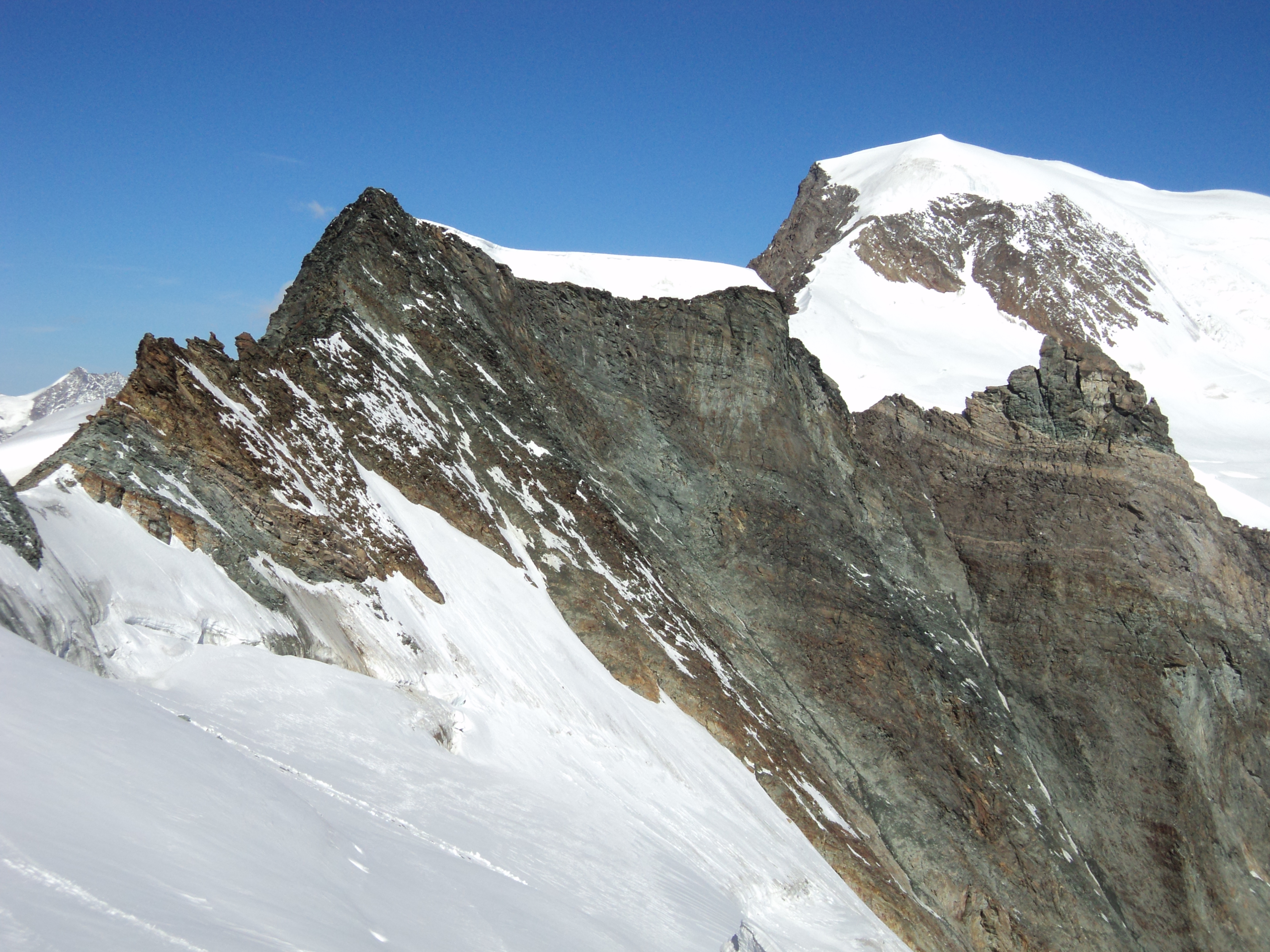
Feechopf od lewej i Alphubel od prawej

Allalin – masyw w Alpach Pennińskich. Leży w Szwajcarii w kantonie Valais, na północ od głównego grzbietu Alp Pennińskich. Od leżącego na południu masywu Monte Rosa oddziela go przełęcz Schwarzberg-Weisstor (3535 m), a od leżącego na północy masywu Mischabel przełęcz Mischabeljoch (3847 m). Masyw Allalin znajduje się między dolinami Mattertal i Saastal.
Masyw jest bardzo rozgałęziony. Najdalej na południe znajdują się szczyty Adlerhorn (3988 m) i Strahlhorn (4190 m). Na północny wschód od tego ostatniego odchodzi grań ze szczytami Fluchthorn (3802 m), Üssere Turu (3030 m) i Szwarzbergschopf (2870 m). 
Od Adlerhornu na zachód odchodzi grań ze m.in. szczytami Pfulwe (3314 m), Spitzi Flue (3260 m), Fluehorn (3317 m), Ober Rothorn (3418 m) i Unterrothorn (3103 m).
Od Strahihornu zaczyna się grań idąca na północ ze szczytami Rimpfischhorn (4199 m) i Allalinhorn (4027 m). Od tego ostatniego na wschód odchodzi grzbiet ze szczytami Klein Allalin (3070 m), Egginer (3367 m) i Mittaghorn (3243 m), a na zachód ze szczytami Feechopf (3888 m), Alphubel (4206 m) i Wissgraf (3103 m). Za Alphubel odchodzi na północ grzbiet prowadzący do przełęczy Mischabeljoch i dalej do masywu Mischabel.
Masyw otaczają m.in. lodowce: Findelgletscher, Szwarzberggletscher, Allalingletscher, Adlergletscher, Habelgletscher, Melligletscher i Feegletscher.